# Masochisme
Masochisme er en parafili, der karakteriseres ved den seksuelle lyst eller passion til at være den underkastede i et ellers erotisk forhold, der ellers sagtens kan være ligestillet. Opkaldt efter Leopold von Sacher-Masoch af den østrigske psykiater Richard von Krafft-Ebing, der efter datidens ånd tillagde betegnelsen en sygelig betydning. Derfor er den traditionelle opfattelse af masochisme: (Sygelig), kønslig tilfredsstillelse ved at lide eller blive tilføjet smerte.
Masochistens ideelle partner er en sadist; en person, der opnår seksuel tilfredsstillelse, ved at indtage en dominerende rolle i et erotisk forhold.